# Emeline Hill Richardson
Emeline Hill Richardson (* 6. Juni 1910 in Buffalo, New York, USA; † 29. August 1999 in Durham, North Carolina, USA) war eine US-amerikanische Archäologin.

## Leben
Emeline Hill studierte am Radcliffe College, machte 1932 den ersten Abschluss (A.B.) und 1935 den zweiten (A.M.). 1935/36 studierte sie bei Bernard Ashmole an der Universität London. Ihren Ph.D. erhielt sie 1939 am Radcliffe College. 1941 bis 1949 war sie Dozentin am Wheaton College in Norton, Massachusetts. 1950 bekam Emeline Hill ein Stipendium der American Academy in Rome und nahm bis 1955 an den Ausgrabungen in Cosa teil. 1952 heiratete sie den Grabungsteilnehmer Lawrence Richardson Jr. 1955 kehrte das Paar in die USA zurück und Emeline Hill Richardson lehrte an der Yale University und als Gastdozentin an der Stanford University. Von 1968 bis 1979 war sie Professorin der Klassischen Archäologie an der University of North Carolina. 
Einer ihrer wissenschaftlichen Schwerpunkte war die Etruskologie.
Sie war u. a. Mitglied der American Academy of Arts and Sciences, des Archaeological Institute of America, der American Philological Association und korrespondierendes Mitglied des Deutschen Archäologischen Instituts (DAI).

## Publikationen (Auswahl)
- mit Frank Edward Brown, Lawrence Richardson Jr.: Cosa II. The Temples of the Arx (= Memoirs of the American Academy in Rome. Band 26). American Academy in Rome, Rom 1960.
- The Etruscans. Their Art and Civilization.  University of Chicago Press, Chicago 1964.
- Etruscan Votive Bronzes. Geometric, Orientalizing, Archaic. Von Zabern, Mainz 1983, ISBN 3-8053-0546-X.
- mit Frank Edward Brown, Lawrence Richardson Jr.: Cosa III. The Buildings of the Forum (= Memoirs of the American Academy in Rome. Band 37). Pennsylvania State University Press, Pennsylvania 1993, ISBN 0-271-00825-3.

## Nachruf
- Lawrence Richardson Jr. in American Journal of Archaeology. Band 104, 2000, S. 125.

| Personendaten    | Personendaten                |
| ---------------- | ---------------------------- |
| NAME             | Richardson, Emeline          |
| KURZBESCHREIBUNG | US-amerikanische Archäologin |
| GEBURTSDATUM     | 6. Juni 1910                 |
| GEBURTSORT       | Buffalo, New York, USA       |
| STERBEDATUM      | 29. August 1999              |
| STERBEORT        | Durham (North Carolina), USA |